# Anne-Lise Tangstad

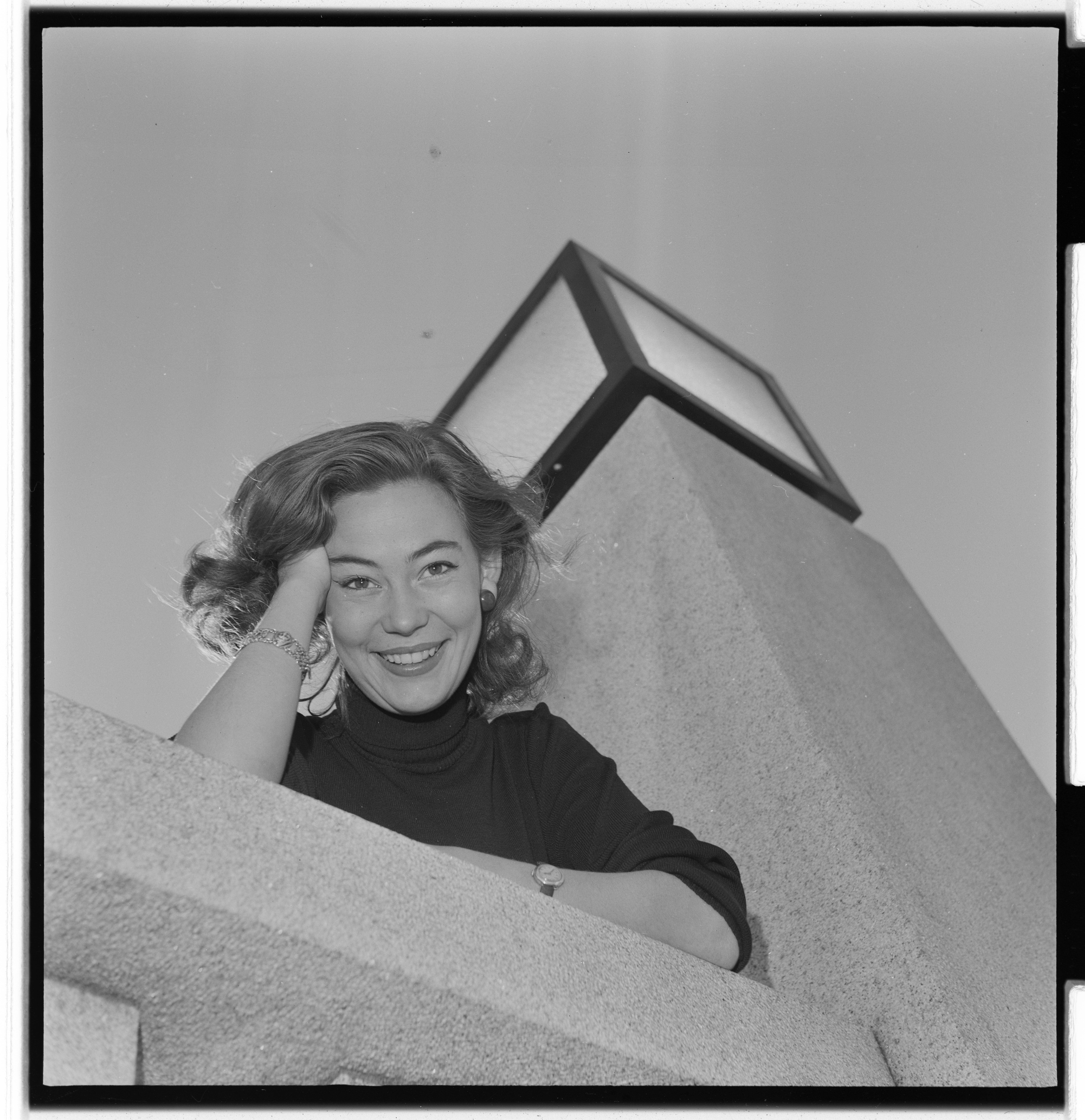
Anne-Lise Tangstad med Frimann Falck Clausen, 1959.

Anne-Lise Tangstad, född 1935 i Oslo, död 1981, var en norsk skådespelare. Hon var gift med skådespelaren Frimann Falck Clausen.
Tangstad var anställd vid Centralteatret 1957–1958, Folketeatret 1958–1959, Oslo Nye Teater 1959–1970, och var därefter frilans. Hon var en särpräglad och färgstark konstnär som bland annat utmärkte sig som Sofija i Anton Tjechovs Platonov, fru Krane i Helge Krogs bearbetning av Cora Sandels Kranes konditori och Gurina Neger i Oskar Braatens Ungen. Till Tangstads viktigaste filmroller hör läkaren i ockupationsdramat Människor på flykt (1958) och modern i Brent jord (1969).

## Filmografi (urval)
- 1952 – Det kunne vært deg
- 1957 – Smuglere i smoking
- 1958 – Människor på flykt
- 1959 – Herren och hans tjänare